# 1944级驱逐舰
1944级驱逐舰是纳粹德国海军于1940年初规划建造的七艘驱逐舰所使用的船级。它在1943年9月之前是与1942级驱逐舰合案开发，被称为“1942级A方案”，继而至1944年2月之前又被指定为“1942级B方案”。正式方案因计划跟随战斗群参与大西洋行动，因此标配了新开发的柴油发动机，以实现更远的航程；并装备经过修改的舰炮，包括六门128毫米40式双用途主炮以及全新的防空武器，包括三门55毫米58式中口径高射炮、七座双联装炮架中的十四门30毫米炮和八具鱼雷发射管。
同级的Z-52号至Z-56号共五艘舰于1943被发包予不来梅的德希马格威悉船厂承建，建造序列为1110－1114号。但由于建造材料短缺，工程无法推进，项目遂于1944年7月6日终止，既有材料随后也遭拆解。另外两艘同级舰（Z-57号和Z-58号）则是向基尔的日耳曼尼亚造船厂订购，但在建造开始便被取消。

## 脚注
1. 1 2  Gröner，第90頁.
2. ↑  Sieche，第236頁.
3. 1 2  Lenton，第81–82頁.